# Lena Ackebo
Lena Ackebo (sinh năm 1950) là một tác giả truyện tranh người Thụy Điển, người đã được xuất bản dưới dạng truyện tranh hàng ngày, trong album và trên tạp chí nghệ thuật Galago từ giữa những năm 1980. Có phong cách đồ họa và rất riêng biệt, Ackebo chủ yếu làm truyện tranh châm biếm miêu tả xã hội Thụy Điển.
Cô là một họa sĩ hoạt hình tích cực từ năm 1984 và đã được xuất bản trên báo hàng ngày và buổi tối cũng như ở Galago, nơi cô cũng là một biên tập viên. Kể từ năm 2014, cô hoàn toàn chuyển sang viết lách và ra mắt với The World's Most Beautiful Man 2016, bộ phim nhận được sự theo dõi độc lập trong Dear Barbro 2017.